# Liste der Monuments historiques in Annet-sur-Marne
Die Liste der Monuments historiques in Annet-sur-Marne führt die Monuments historiques in der französischen Gemeinde Annet-sur-Marne auf.

## Liste der Objekte
| Bezeichnung                                                        | Beschreibung                                              | Standort                                  | Kennzeichnung | Schutzstatus | Datum | Bild |
| ------------------------------------------------------------------ | --------------------------------------------------------- | ----------------------------------------- | ------------- | ------------ | ----- | ---- |
| Skulptur Saint Germain d’Auxerre                                   | Holz, farbig gefasst, um 1700                             | in der Kirche St-Germain-d’Auxerre (Lage) | PM77004843    | Inscrit      | 2005  |      |
| Hochrelief La construction du Temple interrompue                   | Stein, Ende des 19. Jahrhunderts                          | in der Kirche St-Germain-d’Auxerre (Lage) | PM77002570    | Inscrit      | 1977  |      |
| Serie aus acht Grafiken Série, compositions cinétiques sur fond or | Serigrafie auf Papier, 1967–1971, von Victor Vasarely     | in der Mairie (Lage)                      | PM77004980    | Inscrit      | 2019  |      |
| Grafik Eridan                                                      | Serigrafie auf Papier, 1967, von Victor Vasarely          | in der Mairie (Lage)                      | PM77004993    | Inscrit      | 2019  |      |
| Grafik Bi DAGG                                                     | Serigrafie auf Papier, 1982, von Victor Vasarely          | in der Mairie (Lage)                      | PM77004994    | Inscrit      | 2019  |      |
| Grafik Fondau                                                      | Serigrafie auf Papier, 1979, von Victor Vasarely          | in der Mairie (Lage)                      | PM77004991    | Inscrit      | 2019  |      |
| Grafik Luth                                                        | Serigrafie auf Papier, 1982, von Victor Vasarely          | in der Mairie (Lage)                      | PM77004981    | Inscrit      | 2019  |      |
| Grafik Kardoe                                                      | Serigrafie auf Papier, 1977, von Victor Vasarely          | in der Mairie (Lage)                      | PM77004985    | Inscrit      | 2019  |      |
| Grafik Pelda-B                                                     | Serigrafie auf Papier, 1977, von Victor Vasarely          | in der Mairie (Lage)                      | PM77004989    | Inscrit      | 2019  |      |
| Grafik Koerek                                                      | Serigrafie auf Papier, 1984, von Victor Vasarely          | in der Mairie (Lage)                      | PM77004998    | Inscrit      | 2019  |      |
| Grafik Cheyt-Round                                                 | Serigrafie auf Papier, 1977, von Victor Vasarely          | in der Mairie (Lage)                      | PM77004983    | Inscrit      | 2019  |      |
| Tapisserie UNITES                                                  | 1970, von Victor Vasarely                                 | in der Mairie (Lage)                      | PM77004999    | Inscrit      | 2019  |      |
| Grafik Quivar-NA                                                   | Serigrafie auf Papier, 1977, von Victor Vasarely          | in der Mairie (Lage)                      | PM77004990    | Inscrit      | 2019  |      |
| Grafik Skieur fond d’argent                                        | Serigrafie auf Papier, 1983, von Victor Vasarely          | in der Mairie (Lage)                      | PM77004997    | Inscrit      | 2019  |      |
| Grafik Echecs bleu – Expo 83 – Art Basel                           | Serigrafie auf Papier, 1935 und 1983, von Victor Vasarely | in der Mairie (Lage)                      | PM77004996    | Inscrit      | 2019  |      |
| Grafik Aguia                                                       | Serigrafie auf Papier, 1976, von Victor Vasarely          | in der Mairie (Lage)                      | PM77004979    | Inscrit      | 2019  |      |
| Grafik Lapidaire-A                                                 | Serigrafie auf Papier, 1971, von Victor Vasarely          | in der Mairie (Lage)                      | PM77004982    | Inscrit      | 2019  |      |
| Grafik KAPOLNA                                                     | Serigrafie auf Papier, 1973, von Victor Vasarely          | in der Mairie (Lage)                      | PM77004984    | Inscrit      | 2019  |      |
| Grafik Tridim                                                      | Serigrafie auf Papier, 1968, von Victor Vasarely          | in der Mairie (Lage)                      | PM77004987    | Inscrit      | 2019  |      |
| Grafik VP 199                                                      | Serigrafie auf Papier, 1977, von Victor Vasarely          | in der Mairie (Lage)                      | PM77004986    | Inscrit      | 2019  |      |
| Grafik Hommage à Jean-Sébastien Bach ou Sri-Kock                   | Serigrafie auf Papier, undatiert, von Victor Vasarely     | in der Mairie (Lage)                      | PM77004988    | Inscrit      | 2019  |      |
| Grafik Jongleur (vert) fond argent                                 | Serigrafie auf Papier, 1983 und 1986, von Victor Vasarely | in der Mairie (Lage)                      | PM77004992    | Inscrit      | 2019  |      |
| Grafik Lynt                                                        | Serigrafie auf Papier, 1979, von Victor Vasarely          | in der Mairie (Lage)                      | PM77004995    | Inscrit      | 2019  |      |